# はくちょう (宇高連絡船)
はくちょうは、かつて三井造船が建造し所有していたホーバークラフトである。

## 概略
1969年（昭和44年）に就航した、日本初の商業用ホーバークラフトMV-PP5型の1号船である。1号船ということもあり、実験船でもあった。
エンジンはヘリコプター用のゼネラル・エレクトリック T58型ターボシャフトエンジンをベースに石川島播磨重工業（現在のIHI）が生産したガスタービンエンジンIM100型を搭載（1,050馬力）を1基搭載。このエンジンで1基の浮上ファンと2基の推進用プロペラを動かして航行する。実験船であったため、就航後も三井造船が所有し、実験や展示に使用されていた。

## その他
1972年（昭和47年）に国鉄が宇野・高松間にホーバークラフト「かもめ」を就航させたことで、「はくちょう」はその予備艇となった。以降は三井造船玉野事業所に留め置かれ、「かもめ」のドック入りなどの際には代わりに運航を担った。
通常運用を外れた1980年（昭和55年）4月から、玉野海洋博物館の前庭で屋外展示されていたが、船体老朽化のため1989年（平成元年）に解体された。

## プロフィール
- 総トン数：22.8トン
- 全長：16.0m
- 全幅：8.6m
- 定員：52名
- 航海速力：55kt（最高速度）
- 船体：アルミニウム合金